# 杨埠镇 (平舆县)
杨埠镇，是中华人民共和国河南省驻马店市平舆县下辖的一个乡镇级行政单位。

## 行政区划
杨埠镇下辖以下地区：
河南社区、河北村、金庄村、陈樊村、王美村、大湾村、任柳村、老任村、王店村、大马村、薛店村、夏庄村、大朱村和洼张村。